# Tour della nazionale maschile di rugby a 15 dell'Italia 1983
Nell'estate 1983 la nazionale italiana di rugby intraprese un tour in America settentrionale, con destinazione Canada e Stati Uniti.
Fu la prima tournée ufficiale in America, senza considerare la tappa di Long Beach durante il tour 1980.
L'Italia, guidata dalla duo tecnico formato da Paolo Paladini e Marco Pulli e capitanata da Fabrizio Gaetaniello, si recò in Nord America tra la terza settimana del mese di giugno e la prima di luglio, con in programma due test match contro la nazionale canadese intervallati da cinque incontri no-cap, ovvero senza l'assegnazioni del cap internazionale ai giocatori e dunque non ufficiali, con tre selezioni territoriali canadesi ed una statunitense, denominate: Alberta, dall'omonima provincia canadese, Canada West, ossia i territori occidentali canadesi, Canada East, territori orientali, e Midwest RFU, ovvero una selezione della union locale rappresentante gli Stati Uniti d'America medio-occidentali.
Gli Azzurri di Pulli e Paladini si imposero in cinque dei sei incontri disputati, lasciando il Canada con soltanto una sconfitta: quella contro i Canucks, subita nel primo test ufficiale per 13-19.
Complice qualche arbitraggio non propriamente ortodosso e l'assenza nelle prime gare di Stefano Bettarello, il gruppo azzurro si aggiudicò gli altri incontri non ufficiali senza dilagare, salvo poi superare il Canada nel secondo match col punteggio di 37-9, anche grazie ai calci piazzati e ai drop di Bettarello.

## Risultati

### Itest match
| Arbitro: | I. Nixon |

|                                       |      |                       |
| Donaldson 28’                         | mt   | 43’ Ghizzoni          |
| Wyatt 3’, 25’, 46’, 52’ MacLean 80+1’ | c.p. | 7’, 19’, 73’ Torresan |

| Arbitro: | J. A. F. Trigg |

|                    |      |                                          |
|                    | mt   | 12’ Bettarello 64’ Mascioletti 73’ Zanon |
|                    | tr   | 64’, 73’ Bettarello                      |
| Wyatt 2’, 20’, 23’ | c.p. | 17’, 38’, 55’, 70’, 78’ Bettarello       |
|                    | drop | 42’, 46’ Bettarello                      |

### Gli altri incontri
| Data           | Incontro                | Risultato | Sede      |
| -------------- | ----------------------- | --------- | --------- |
| 18 giugno 1983 | Alberta ― Italia XV     | 3-13      | Edmonton  |
| 21 giugno 1983 | Canada West ― Italia XV | 6-18      | Calgary   |
| 28 giugno 1983 | Canada East ― Italia XV | 12-16     | Vancouver |
| 4 luglio 1983  | Midwest RFU ― Italia XV | 10-25     | Milwaukee |